# Zhao Lina
Zhao Lina (xinès tradicional: 趙麗娜, xinès simplificat: 赵丽娜, pinyin: Zhào Lìnà; Shanghai, 1991) és una futbolista xinesa que juga com a portera. Va ser seleccionada per la Copa del Món Femenina de Futbol de 2023.

## Biografia
Zhao Lina va néixer el 18 de setembre de 1991 a Shanghai (Xina). Va estudiar a la Universitat de Tongji. En el seu moment va preferir ser futbolista i no acceptar les ofertes per ser model.

### Carrera futbolística
Va començar a jugar quan cursava el primer grau a l'escola primària. Gràcies a la seva alçada, el 2015 va començar a jugar com a portera del Shanghai Rural Commercial Bank (RCB) a la Superlliga de futbol femení xinesa. El seu sou és un dels més alts de l'equip amb uns 10.000 iuans (1.500 dòlars).Al novembre, al final de la temporada, Zhao, només va encaixar 11 gols en 14 jornades de la lliga. La mitjana de gols encaixats de 0,79 va ser el més baix entre tots els porters de la lliga i va ser considerada la millor portera de la temporada.

#### Presència internacional
El 3 de desembre del 2015 va debutar amb la selecció nacional xinesa, en un partit amistós contra Itàlia que va acabar en un empat a 1.
Zhao Lina ha jugat 38 vegades amb la Xina durant una carrera de vuit anys a la selecció nacional. Va ser membre de la selecció que va representar la Xina a la Copa del Món Femenina de Futbol 2015 al Canadà i va formar part del equip dirigit pel seleccionador Bruno Bini, que va jugar als Jocs Olímpics de Rio de Janeiro el 2016.
Zhao va tornar a l'equip el 2022 per a la Copa Asiàtica Femenina de l'AFC, on va tenir un paper crucial per ajudar el seu equip a guanyar el títol i classificar-se per a la Copa del Món Femenina de Futbol de 2023. Malgrat que el mes de maig de 2023 alguns mitjans van publicar la seva retirada, ha estat seleccionada per l'equip nacional i està inclosa en la llista oficial de jugadores.

### Vida personal
A banda de la seva activitat esportiva, Zhao ha dedicat part del seu temps a la música. A partir de la seva afició al manga NANA en una entrevista va declarar: " "No vaig poder resistir la temptació per la música, així que els caps de setmana vaig buscar un professor de música i vaig començar a aprendre a tocar la bateria. A més del meu entrenament diari de futbol, passo gran part del meu temps lliure aprenent i practicant la bateria".
Zhao ha assolit una gran popularitat a la xarxa Douyin (Tik Tok) amb tres milions de seguidors.